# Novodinia radiata
Novodinia radiata är en sjöstjärneart som beskrevs av Khwaja Muhammad Sultanul Aziz och Jacques Jangoux 1985. Novodinia radiata ingår i släktet Novodinia och familjen Brisingidae. Inga underarter finns listade i Catalogue of Life.